# Laino Castello
Laino Castello ist eine süditalienische Gemeinde und Stadt in der Provinz Cosenza in Kalabrien mit 769 Einwohnern (Stand 31. Dezember 2023).

## Lage und Daten
Laino Castello liegt etwa 110 km nördlich von Cosenza am Oberlauf des Flusses Lao. Die Nachbargemeinden sind Aieta, Laino Borgo, Mormanno, Papasidero und Rotonda (PZ).

## Verkehr
Der Ort hatte einen Bahnhof an der Bahnstrecke Lagonegro–Spezzano Albanese.

## Sehenswürdigkeiten
Im Ort befinden sich Ruinen einer Burg und Reste der Stadtmauer. Die Pfarrkirche ist im Mittelalter erbaut worden. Im Inneren der Pfarrkirche steht ein Taufbecken aus dem 16. Jahrhundert und ein Triptychon. Die Kirche S. Spirito ist in der Barockzeit im Stils des Barocks erbaut worden.